# Велика Весь (Тарновський повіт)
Велика Весь (пол. Wielka Wieś) — село в Польщі, у гміні Войнич Тарновського повіту Малопольського воєводства.
Населення — 1313 осіб (2011).
У 1975-1998 роках село належало до Тарновського воєводства.

## Демографія
Демографічна структура станом на 31 березня 2011 року:
|          | Загалом | Допрацездатний вік | Працездатний вік | Постпрацездатний вік |
| -------- | ------- | ------------------ | ---------------- | -------------------- |
| Чоловіки | 646     | 150                | 419              | 77                   |
| Жінки    | 667     | 149                | 391              | 127                  |
| Разом    | 1313    | 299                | 810              | 204                  |